# Paepalanthus aereus
Paepalanthus aereus är en gräsväxtart som beskrevs av Silveira. Paepalanthus aereus ingår i släktet Paepalanthus och familjen Eriocaulaceae. Inga underarter finns listade i Catalogue of Life.